# 克罗兹
克罗兹（法語：Croze，法語發音：[kʁoz]）是法国克勒兹省的一个市镇，位于该省南部，属于欧比松区。

## 地理
克罗兹（45°49'8"N, 2°9'39"E）面积22.16 平方千米，位于法国新阿基坦大区克勒兹省，该省份为法国中部省份，位于法國中央高原西北部，北起安德尔省和谢尔省，西接维埃纳省，南至科雷兹省，东临多姆山省，东北与阿列省接壤。
与克罗兹接壤的市镇（或旧市镇、城区）包括：克莱拉沃、日乌、普桑日、圣康坦拉沙巴讷。

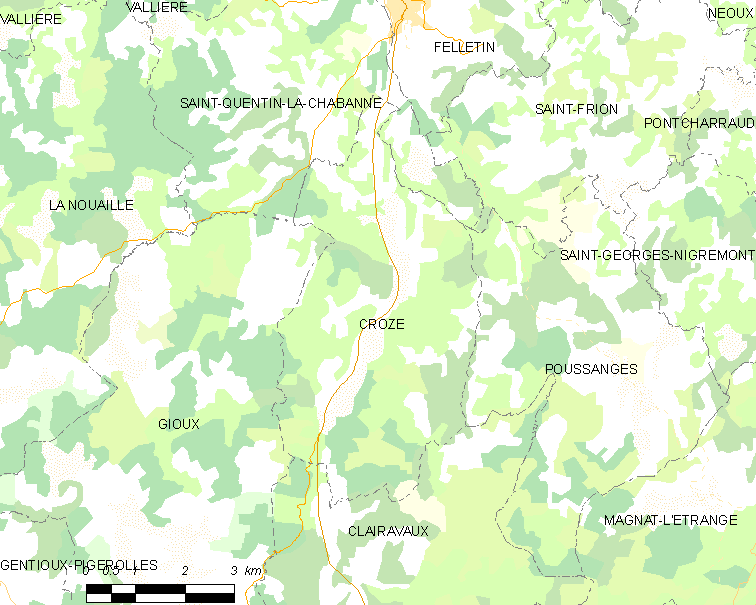
克罗兹的OSM定位图

克罗兹的时区为UTC+01:00、UTC+02:00（夏令时）。

## 行政
克罗兹的邮政编码为23500，INSEE市镇编码为23071。

## 政治
克罗兹所属的省级选区为费勒坦县。

## 人口

1962-2008年间克罗兹人口变化图示

克罗兹于2022年1月1日时的人口数量为187人。